# Šimonovice
Šimonovice (německy Schimsdorf) jsou obcí v okrese Liberec, nacházejí se na svazích Ještědského hřbetu, přesněji pod tzv. Rašovským hřebenem. Z obce vede silnice do Rašovského sedla. Žije zde přibližně 1 500 obyvatel.

## Historie
První písemná zmínka o obci pochází z roku 1545, kdy ves náležela k dubskému panství. Vznikla pravděpodobně českou vnitřní kolonizací - název je zřejmě odvozen od jména prvního rychtáře Šimona. Později, zejména za protireformace, sem však přicházeli noví osadníci ze Saska, ves se tudíž poněmčila.
Ves byla dlouho samostatnou, roku 1980 však byla sloučena s Dlouhým Mostem a v roce 1986 pak byla spolu s ním připojena k Liberci jako městská čtvrť Liberec XXXIX-Šimonovice. K opětovnému osamostatnění Šimonovic došlo 1. září 1990, kdy se staly sídlem obecního úřadu, který spravuje území čtyř kdysi samostatných vsí či osad: Šimonovic, Minkovic, Rašovky a Bystré.
V devadesátých letech 20. století došlo k nebývalému rozvoji stavební činnosti na katastru obce, zejména k výstavbě nových rodinných domů, a to v důsledku její pěkné polohy a blízkosti města Liberce.
Dne 25. dubna 2018 bylo schváleno usnesením výboru pro vědu, vzdělání, kulturu, mládež a tělovýchovu udělení znaku a vlajky obce.

## Pamětihodnosti
- Barokní kaple sv. Vavřince z roku 1734 – čtvercového půdorysu, krytá cibulovitou střechou se zvoničkou; zbořena za socialismu při výstavbě zbytečně předimenzovaného kravína přímo ve středu obce
- Sochy sv. Jana Nepomuckého a sv. Pavla
- Několik staveb lidové architektury
- Významnější památky či zajímavosti lze také najít v osadách obce Šimonovice - zejména na Rašovce (kostelík, hostinec s rozhlednou) či v Bystré (stavby lidové architektury)

## Přírodní zajímavosti
- Horecké skály
- vrch Javorník (685 m n. m.)
- Rašovský hřeben
- Rašovské sedlo

## Části obce
- Šimonovice – Osídlení Šimonovic je značně roztroušené a vyvíjelo se ve třech odlišných částech: spodní části vsi, kde býval mlýn, se říkalo Stará Lípa (na dnešní turistické mapě 1:25 000 Ještědský hřbet je uveden pomístní název V Lípě); druhá část se nachází na dnešním katastru Minkovic, při tzv. Hraničním potoce; třetí částí jsou tzv. Horní Šimonovice a tento název přesně vystihuje jejich polohu.

Oficiálními součástmi dnešní obce Šimonovice jsou tři další někdejší samostatná sídla:
- místní část Minkovice
- místní část Rašovka s osadou Bystrá

## Galerie

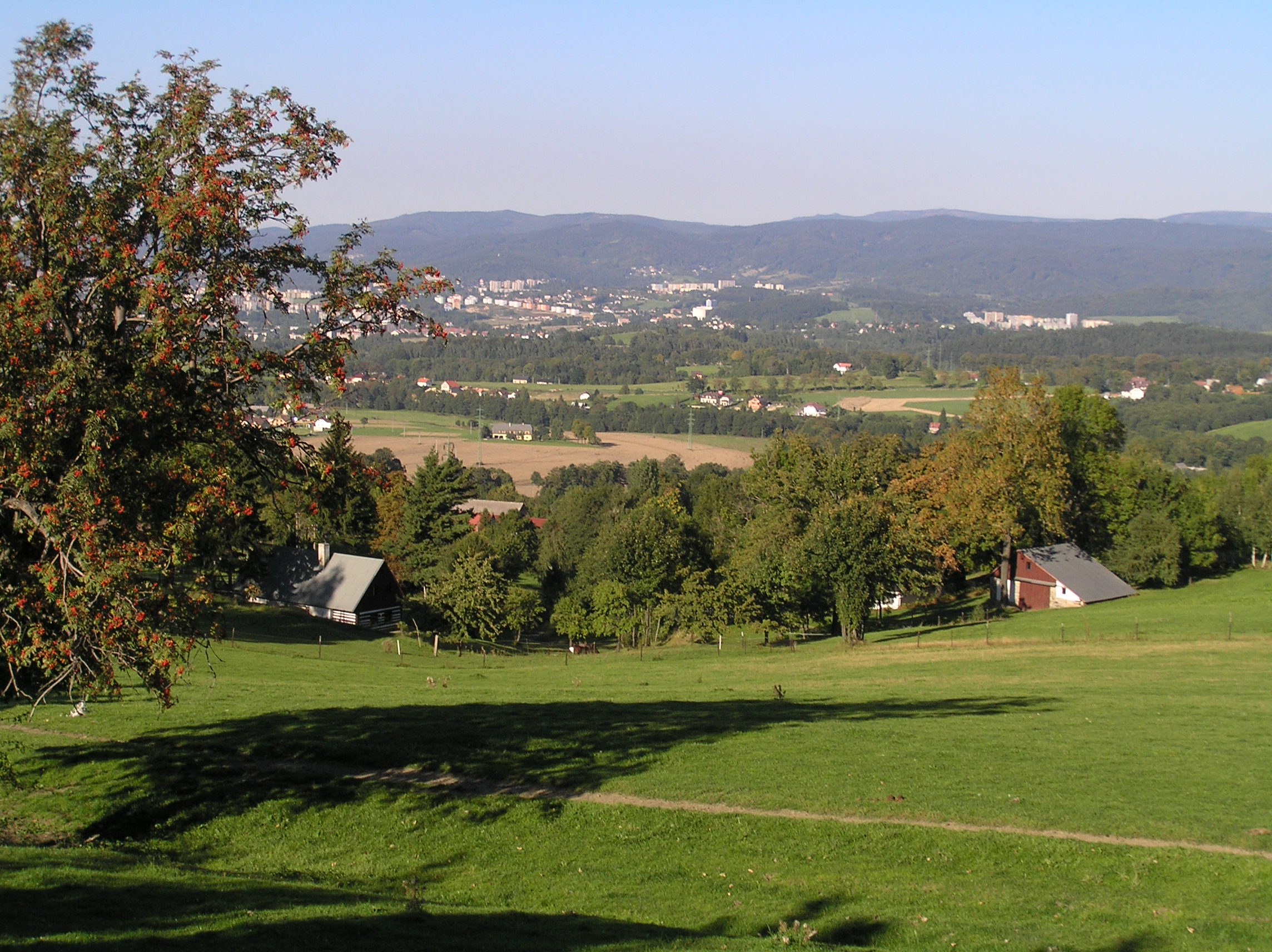
Pohled od Šimonovic na Jizerské hory
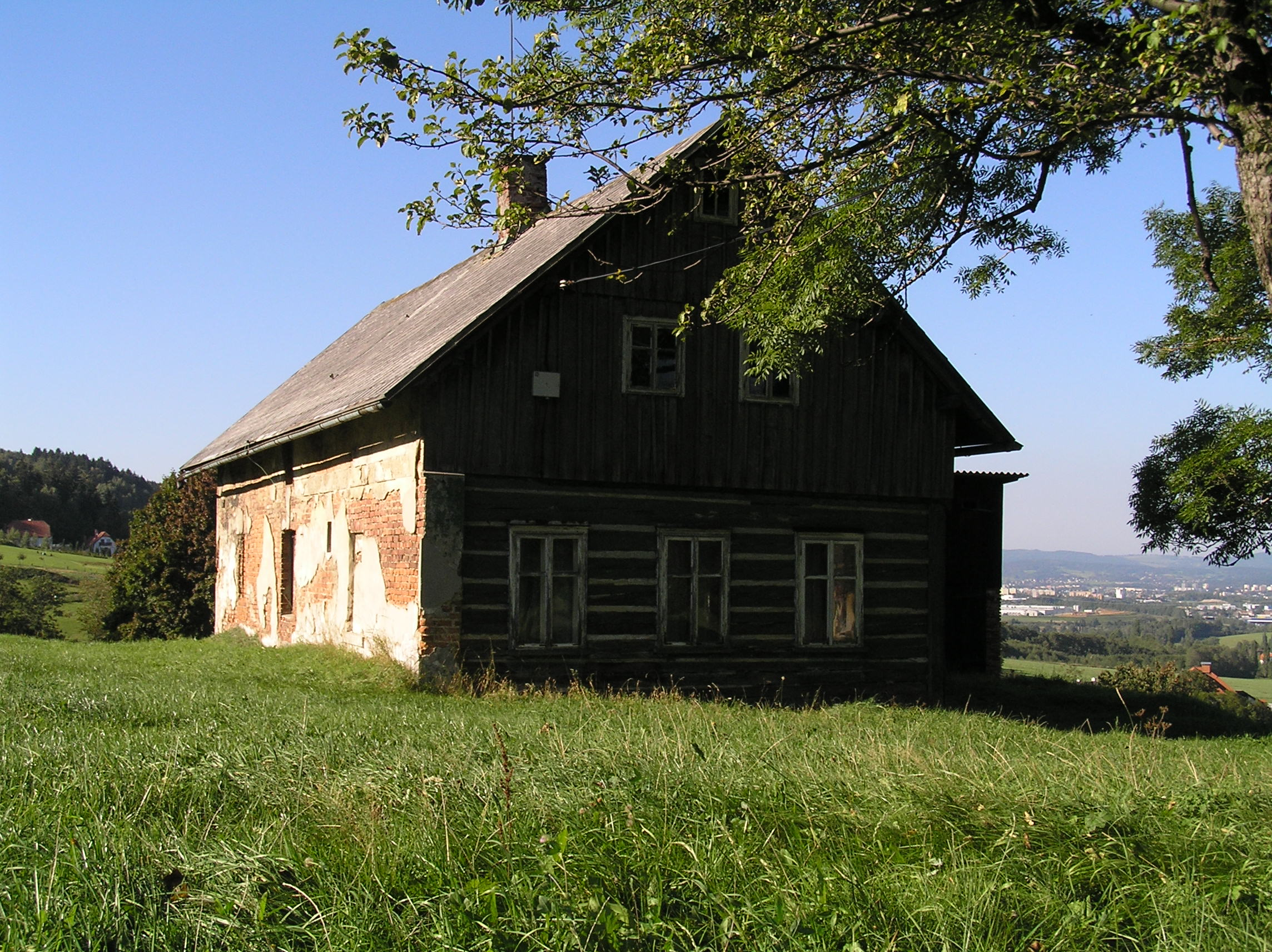
Lidová architektura v Šimonovicích
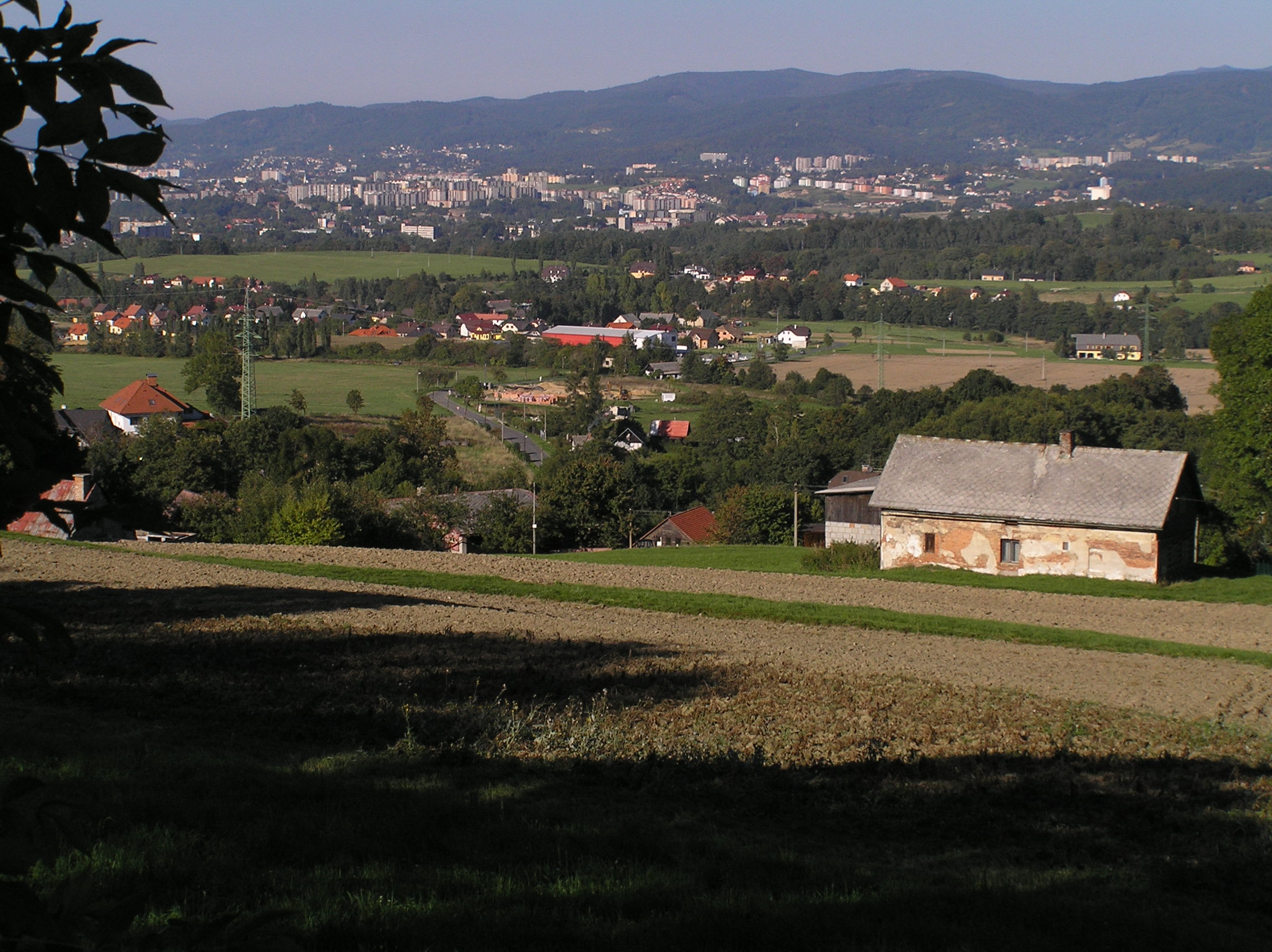
Pohled od Šimonovic na Minkovice a Liberec